# Guillermo Fernández (Sänger)

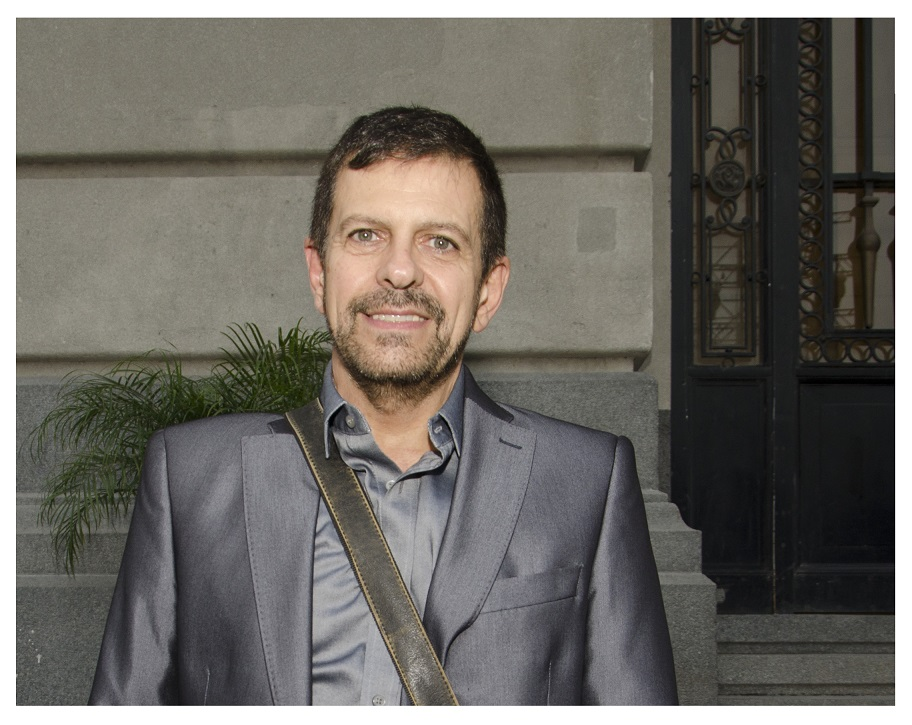
Guillermo Fernández im Mai 2021

Guillermo Fernández (* 28. Januar 1958 in Buenos Aires) ist ein argentinischer Tangosänger und -komponist.

## Leben und Wirken
Fernández hatte fünfjährig seinen ersten Fernsehauftritt als Mitglied eines Kinderchores beim Sender Canal 7 und trat vier Jahre später in Roberto Galáns Fernsehprogramm und in der Show La Feria de la Alegría auf. 1969 war er Gast in Juan Carlos Thorrys Grandes Valores del Tango. Darauf hatte er begleitet von Atilio Stampone Auftritte im Caño 14, wo Größen wie Aníbal Troilo, Roberto Goyeneche und der Tänzer Juan Carlos Copes auftraten.
Zwischen 1976 und 1988 nahm er bei den Labels Zero, Parnasso und Diapasón sechs Tangoalben auf. 1980 trat er neben Ricardo Darín und der Sängerin Manuela Bravo in Fernando Siros Film La Canción de Buenos Aires auf. 1986 war er Preisträger des Star Search von CBS TV in New York. 1988 hatte er in Las Vegas eine Hauptrolle im Musical Latin Quarter. Zur gleichen Zeit betätigte er sich als Platten- und Filmmusikproduzent. Er produzierte zwei Songs mit dem Komponisten Roberto Livi und wurde für zwei Aufnahmen von Sony Music engagiert und wurde zwischen 1992 und 1994 mit zwei Platin- und drei Goldenen Schallplatten ausgezeichnet.
Mit José Colángelos Orchester unternahm er vier Japantourneen. Zwei Saisons lang arbeitete er mit Mariano Mores zusammen. Sein dreißigjähriges Bühnenjubiläum feierte er mit einer Show mit seinen Sängerkollegen Jairo, Adriana Varela und Raúl Lavié. Für sein achtes Album, bei dem er als Produzent, musikalischer Leiter und Arrangeur fungierte, wurde er 2002 mit dem Gardel a la Música ausgezeichnet, dem höchsten Preis der argentinischen Plattenindustrie für ein Tangoalbum.
Im gleichen Jahr trat er neben Julia Zenko in Alejandro Dolinas Lo que me costó el amor de Laura am Teatro Avenida und am Teatro Argentino de La Plata auf, danach in Julio Tahiers  Musical El romance del Romeo y la Julieta. Ebenfalls 2002 tourte er mit Astor Piazollas und Horacio Ferrers María de Buenos Aires durch Frankreich und gab zwei Konzerte im Palais Chaillot in Paris. Für ein weiteres Album nahm er Tangos Piazollas nach Texten von Ferrer mit einem Sinfonieorchester auf.